# Lobophytum strictum
Lobophytum strictum is een zachte koraalsoort uit de familie Alcyoniidae. De koraalsoort komt uit het geslacht Lobophytum. Lobophytum strictum werd in 1957 voor het eerst wetenschappelijk beschreven door Tixier-Durivault. 